# غريب أمزين
غريب أمزين هو لاعب كرة قدم المغرب مغربي سابق وُلد في 3 ماي، 1973 بمدينة مونتبليار بفرنسا. قضى معظم مسيرته الكروية بفرنسا فلعِبَ لصالح نادي ميلوز وستراسبورغ وتروا. حيث شغَل مركز الوسط في جُل مبارياته.
خلال لعبه لنادي ستراسبورغ، شارك أمزين في نهائي كأس فرنسا لكرة القدم لسنة 2001 حيث فاز فريق ستراسبورغ على نادي أميين بركلات الجزاء.
لعِب غريب أمزين لصالح منتخب المغرب لكرة القدم وشارك بكأس العالم لكرة القدم 1998 وكأس الأمم الأفريقية لكرة القدم 2002.
يُدرب حالياً نادي ميلوز منذ سنة 2013.

## روابط خارجية
- غريب أمزين على موقع الاتحاد الدولي (مؤرشف)  (الإنجليزية)
- غريب أمزين على موقع قاعدة بيانات كرة القدم.إي يو (الإنجليزية)
- غريب أمزين على موقع ليكيب (الفرنسية)
- غريب أمزين على موقع ناشيونال فوتبول تيمز (الإنجليزية)
- غريب أمزين على موقع Soccerway.com (الإنجليزية)
- غريب أمزين على موقع عالم كرة القدم.نت (الإنجليزية)